# Kobeïta-(Y)
La kobeïta-(Y) és un mineral de la classe dels òxids que pertany al grup de l'euxenita. Rep el nom de la localitat on va ser descoberta, Kobe, a la prefectura de Kyoto (Japó).

## Característiques
La kobeïta-(Y) és un òxid de fórmula química (Y,U)(Ti,Nb)₂(O,OH)₆. La seva duresa a l'escala de Mohs és 5,5.
Segons la classificació de Nickel-Strunz, la kobeïta-(Y) pertany a «04.DG: Òxids i hidròxids amb proporció Metall:Oxigen = 1:2 i similars, amb cations grans (+- mida mitjana); cadenes que comparteixen costats d'octàedres» juntament amb els següents minerals: euxenita-(Y), fersmita, loranskita-(Y), policrasa-(Y), tanteuxenita-(Y), uranopolicrasa, itrocrasita-(Y), fergusonita-(Y)-β, fergusonita-(Nd)-β, fergusonita-(Ce)-β, itrotantalita-(Y), foordita, thoreaulita i raspita.

## Formació i jaciments
Va ser descoberta a la localitat japonesa de Kobe, a la prefectura de Kyoto, dins la regió de Kinki. També ha estat descrita en altres indrets del país oriental així com a Nova Zelanda, Àustria, Noruega i Mèxic.